# Jules Henri Barrois
Jules Henri Barrois (1852 – 1943) foi um zoólogo francês.
Dirigiu o laboratório de biologia marinha de Villefranche-sur-Mer no princípio dos anos  1880. Ele era irmão do geólogo e paleontólogo Charles Barrois (1851-1939).